# Каменско (Триљ)
Каменско је насељено место у саставу града Триља, Сплитско-далматинска жупанија, Република Хрватска.

## Историја
До територијалне реорганизације у Хрватској налазило се у саставу старе општине Сињ.

## Становништво
На попису становништва 2011. године, Каменско је имало 107 становника.
| Број становника по пописима | Број становника по пописима | Број становника по пописима | Број становника по пописима | Број становника по пописима | Број становника по пописима | Број становника по пописима | Број становника по пописима | Број становника по пописима | Број становника по пописима | Број становника по пописима | Број становника по пописима | Број становника по пописима | Број становника по пописима | Број становника по пописима | Број становника по пописима |
| --------------------------- | --------------------------- | --------------------------- | --------------------------- | --------------------------- | --------------------------- | --------------------------- | --------------------------- | --------------------------- | --------------------------- | --------------------------- | --------------------------- | --------------------------- | --------------------------- | --------------------------- | --------------------------- |
| 1857                        | 1869                        | 1880                        | 1890                        | 1900                        | 1910                        | 1921                        | 1931                        | 1948                        | 1953                        | 1961                        | 1971                        | 1981                        | 1991                        | 2001                        | 2011                        |
| 282                         | 306                         | 380                         | 439                         | 551                         | 599                         | 609                         | 597                         | 634                         | 652                         | 641                         | 597                         | 595                         | 541                         | 266                         | 107                         |

### Попис1991.
На попису становништва 1991. године, насељено место Каменско је имало 541 становника, следећег националног састава:
| Попис 1991.‍ | Попис 1991.‍ | Попис 1991.‍ | Попис 1991.‍ | Попис 1991.‍ |
| ----------- | ----------- | ----------- | ----------- | ----------- |
|             |             |             |             |             |
| Хрвати      | Хрвати      |             | 530         | 97,96%      |
| Немци       | Немци       |             | 2           | 0,36%       |
| Аустријанци | Аустријанци |             | 1           | 0,18%       |
| Словенци    | Словенци    |             | 1           | 0,18%       |
| остали      | остали      |             | 1           | 0,18%       |
| непознато   | непознато   |             | 6           | 1,10%       |
| укупно: 541 |             |             |             |             |